# 洋山特殊综合保税区
洋山特殊综合保税区是中華人民共和國的一個特殊綜合保稅區，也是該国所有的海关特殊监管区域中第一個設立的特殊综合保税区。範圍涵蓋上海浦東芦潮港、浙江嵊泗小洋山岛和浦东机场南部等3个区域。规划面积25.31平方公里。洋山特殊综合保税区內設有物理围网区域，在物理围网内，进口的商品可以享受保税和免税待遇；同時国内的商品視為出口產品，享有退税待遇。

## 歷史
2019年8月6日，中華人民共和國国务院發佈《中国（上海）自由贸易试验区临港新片区总体方案》，要求建立洋山特殊综合保税区。2019年11月4日，中华人民共和国海关总署发布《中华人民共和国海关对洋山特殊综合保税区监管办法》。2020年1月，洋山特殊综合保税区方案上报中華人民共和國国务院。同月，中華人民共和國国务院正式批復同意设立洋山特殊综合保税区。
2020年5月12日，面積為14.27平方公里的洋山特殊综合保税区（一期）通過国务院联合验收组的验收。5月16日上午，洋山特殊综合保税区验收合格证书颁发和揭牌仪式举行。12月2日，首批医药企业入驻洋山特殊综合保税区。
2021年1月20日，洋山特殊综合保税区（二期）封关验收。洋山特殊综合保税区（二期）包括芦潮港南港和浦东机场南部，封关面积8.09平方公里。2022年3月3日，洋山特殊综合保税区（二期）開始封关运作。
2023年4月14日，国务院同意洋山特殊综合保税区扩区。扩区范围涉及浦东机场南侧区域和芦潮港区域。2024年4月1日，洋山特殊综合保税区扩区完成封关验收。2024年12月30日，洋山特殊综合保税区3.58平方公里验收通過，标志着洋山特殊综合保税区全域完成验收。